# Kurhaus Friedrichroda

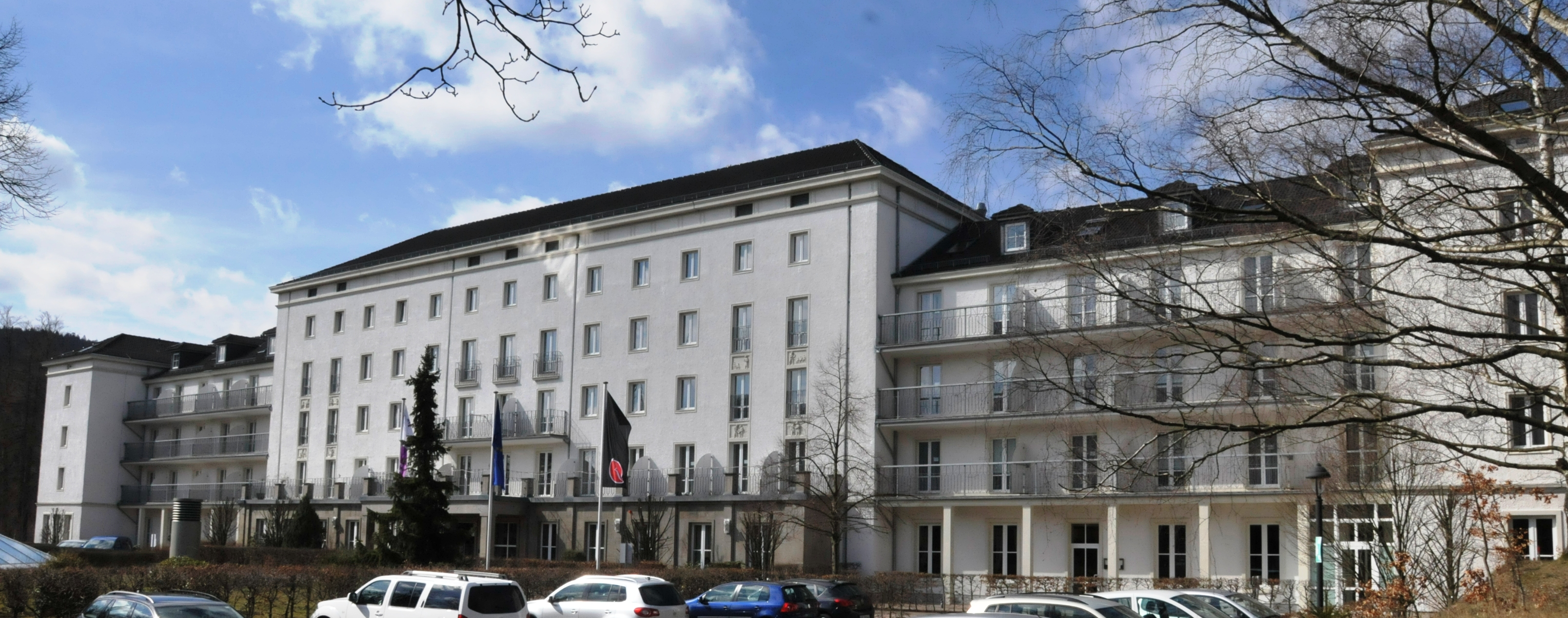
H+ Hotel & SPA Friedrichroda

Das Kurhaus Friedrichroda ist ein ehemaliges Kurhaus, FDGB-Heim und heutiges Vier-Sterne-Hotel im thüringischen Friedrichroda, Landkreis Gotha.

## Lage

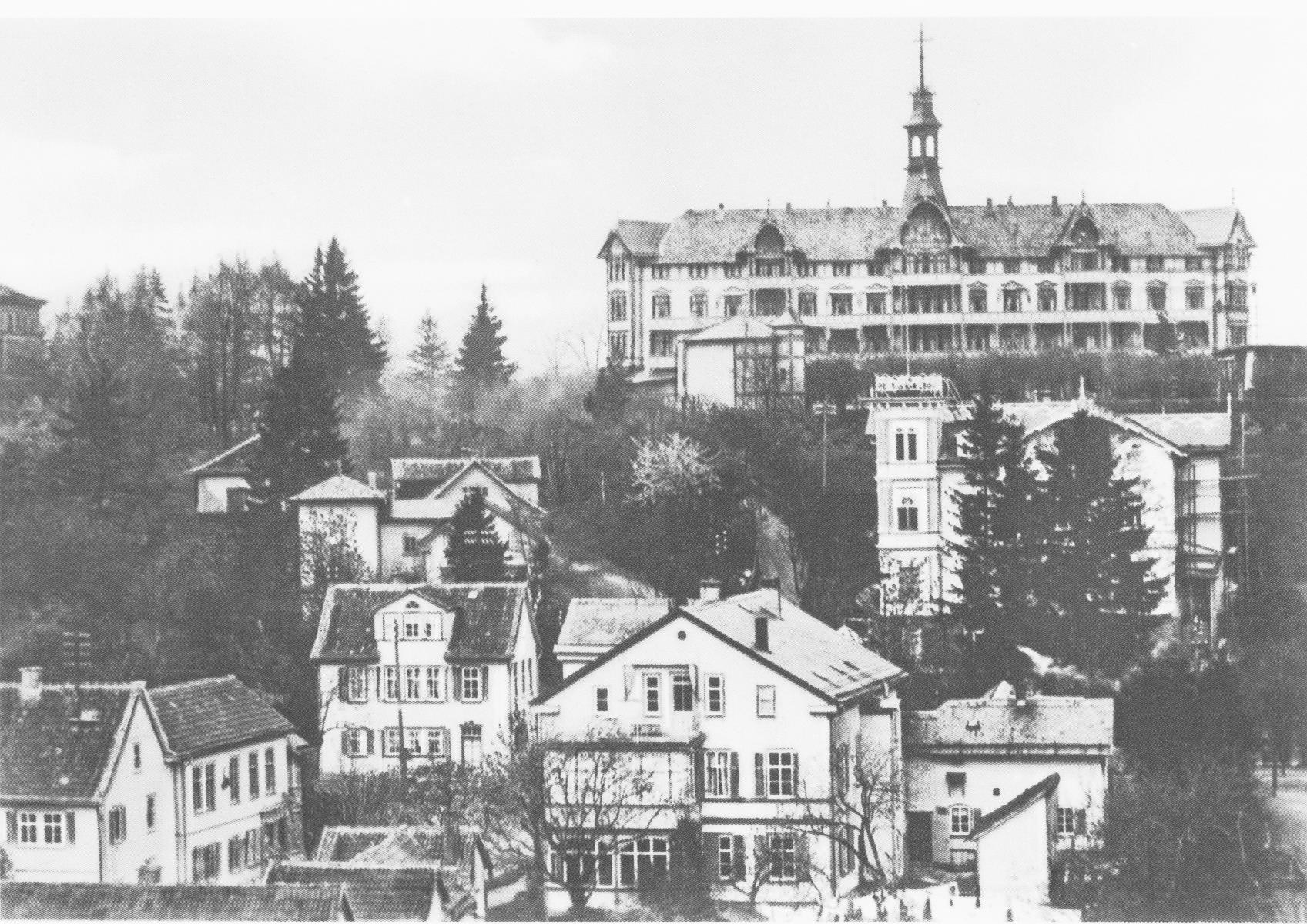
Das Kurhaus im Jahre 1906

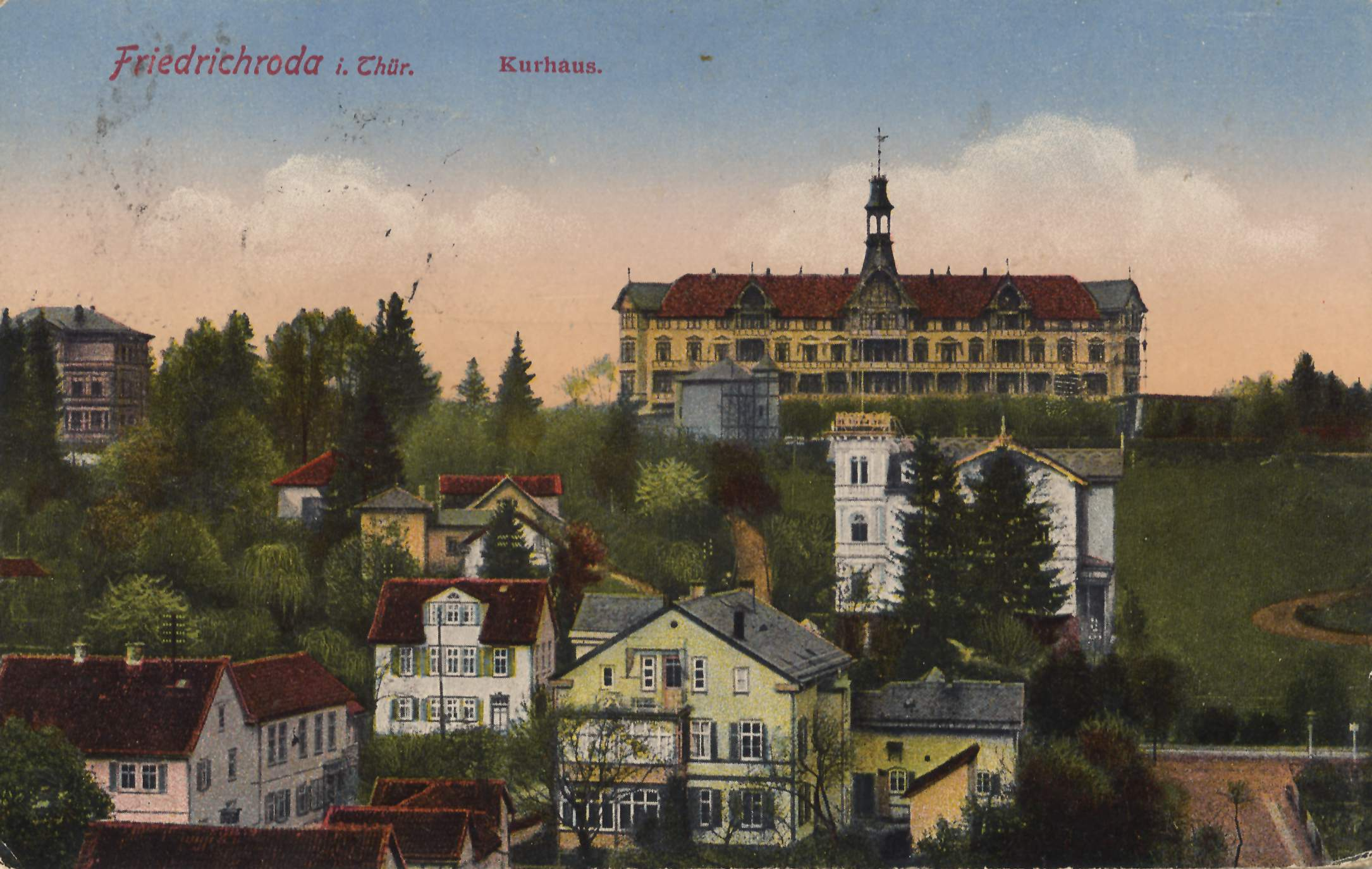
Das Kurhaus um 1910

Das Anwesen liegt auf dem „Klosterberg“-Bergrücken zwischen dem Ortskern von Friedrichroda im Süden und dem Ortsteil Reinhardsbrunn im Norden in einer Höhe von etwa 450 m. Der Haupteingang ist nach Süden gerichtet, mit Blick auf die Stadt Friedrichroda.

## Geschichte
Im Jahre 1894, der Höhepunkt der Bautätigkeit zur Unterbringung von Ferien- und Kurgästen war erreicht, wurde das Gebäude als Kurhaus gebaut. Es galt als Residenz für Fürsten und Adlige, was sich auch in der Innenausstattung widerspiegelte: Die marmornen Badebecken in den Suiten waren im Boden eingefasst, die Wasserhähne bestanden aus reinem Gold. Hier fanden für die Kurgäste Kurkonzerte und andere Festivitäten statt. Das Kurhaus wurde das kulturelle Zentrum und Herzstück Friedrichrodas.
Nachdem der Erste Weltkrieg die Stadt verhältnismäßig verschont hatte, erholte sich der Fremdenverkehr wieder. An diesem Aufschwung konnte auch das Kurhaus teilhaben, bis der Zweite Weltkrieg über die Region hereinbrach. Bei der Besetzung durch die US-Armee am 7./8. April 1945 wurde der Ort durch Artillerie beschossen, wobei besonders das dominante Kurhaus zerstört wurde. Informationen über hier gelagerten Sprengstoff waren Anlass für einen verheerenden Luftangriff auf das Gebäude am 9. April 1945, woraufhin die ehemals elegante Residenz in Schutt und Asche versank.
Die Trümmer wurden bis 1949 beseitigt. Im Zuge der Suche des FDGB-Feriendienstes nach einer schönen Gegend für neue Ferienheime beschloss man auf dem Klosterberg an der früheren Stelle des Kurhauses den Bau des ersten Ferienheims des FDGB in der DDR. In Anwesenheit Walter Ulbrichts wurde das 300-Betten-Heim unter dem Namen „FDGB-Heim Walter Ulbricht“ am 10. April 1954 eröffnet.
Die politische Wende 1989 brachte dem FDGB-Heim das Ende: Der FDGB-Feriendienst löste sich auf, das Heim verfiel, wurde beträchtlich verwüstet und stand bis 1995 leer.
In den folgenden Jahren wurde das Gebäude entkernt, nur die unter Denkmalschutz stehende Fassade blieb stehen. Nach kompletter Sanierung konnte das neue Hotel am 21. Dezember 1997 wieder eröffnen. Das Gebäude zählt zu den Friedrichrodaer Kulturdenkmalen.
Nachdem es zwischenzeitlich zur Hotelkette Ramada Worldwide gehörte, ist es inzwischen (Stand Juni 2022) unter dem Namen H+ Hotel & SPA Friedrichroda ein Hotel der H-Hotels Kette.